# Élections législatives ivoiriennes de 2005
Les élections législatives ivoiriennes de 2005 devaient avoir lieu le 16 décembre 2005. Mais, en raison des conflits depuis le 19 septembre 2002 et malgré les accords signés par Laurent Gbagbo, la Ire législature ne sera pas remplacée.

## Contexte

### Report de l'élection
Laurent Gbagbo signe le 24 janvier 2003 les accords de Marcoussis en espérant calmer la crise. Mais, les combats reprennent en novembre 2004. Il reporte alors l'élection présidentielle prévue en octobre 2005. Puis, le 12 décembre 2005, un groupe de partis politiques recommandent que leur mandat soit augmenté jusqu'aux prochaines élections « après la crise ».